# Eremias kavirensis
Espèce
Statut de conservation UICN

 LC  : Préoccupation mineure
Eremias kavirensis est une espèce de sauriens de la famille des Lacertidae.

## Répartition
Cette espèce est endémique du Dasht-e Kavir en Iran.

## Étymologie
Son nom d'espèce, composé de kavir et du suffixe latin -ensis, « qui vit dans, qui habite », lui a été donné en référence au lieu de sa découverte.

## Publication originale
- Mozaffari & Parham, 2007 : A new species of racerunner lizard (Lacertidae: Eremias) from Iran. Proceedings of the California Academy of Sciences, ser. 4, vol. 58, p. 569-574 (texte intégral).